# Миллер, Александр Александрович (археолог)
Александр Александрович Миллер (1875—1935) — российский археолог и этнолог, художник и музеевед.
Был действительным членом Государственной академии истории материальной культуры, профессором археологии Санкт-Петербургского, а затем Петроградского и Ленинградского университетов, членом Совета Эрмитажа, заведующим Этнографическим отделом Русского музея императора Александра III, а затем директором этого музея (с 1918 по 1923 годы).

## Биография
Родился 27 августа 1875 года в Луганске Екатеринославской губернии. Детство провёл в родовом имении Каменно-Тузловском Таганрогского округа (ныне Куйбышевский район Ростовской области). После продажи имения семья переехала в Таганрог, где его отец — Александр Николаевич Миллер (1844—1916) — действительный статский советник, был членом городской управы и замещающим должность Таганрогского городского головы.
Начальное образование Александр получил домашнее. Затем обучался в Новочеркасском кадетском корпусе (1886—1893) и Николаевском инженерном училище в Санкт-Петербурге (1893—1896). По окончании училища он был зачислен подпоручиком в 4-й Железнодорожный батальон. Но военная карьера не увлекла Миллера и в 1899 году он вышел в отставку, решив заняться живописью. Он уехал в Париж, где поступил в Высшую Русскую школу социальных наук и одновременно в известную художественную Академию Жюлиана. Прекратив занятия социальными науками и полностью занявшись живописью, он в 1906 году приобрел известность как художник; его картины выставлялись в Парижском салоне (в настоящее время работы А. А. Миллера хранятся в фондах Русского музея и Таганрогской картинной галереи). Также в Париже, в 1901 году, А. А. Миллер поступил в Антропологическую школу, на археологическое отделение, не бросая живопись. Но археология увлекла его больше живописи — кроме слушания лекций в школе, занимался в её библиотеке и археологических музеях, постепенно втягиваясь в научную деятельность. Окончив Антропологическую школу в 1904 году, с 1906 года Александр Миллер целиком посвятил себя только археологии.
В 1907 году он был приглашен на работу в антропологический отдел Русского музея и направлен в первую научную командировку в Абхазию и Калмыкию. По окончании этой работы Миллер был назначен заведующим отдела Кавказа в Русском музее. В 1908 году он приступил к исследованиям Елизаветовского городища и курганных могильников в гирлах реки Дон. В 1909 году была поездка в Елизаветпольскую губернию для изучения коврового производства, а также археологическая разведка на Черноморском побережье и раскопки у станицы Елизаветовской. В 1910 году — командировка в Кубанскую область и Черноморскую губернию для изучения культуры черкесов и продолжение раскопок курганного могильника у станицы Елизаветовской. В 1911 году — находился в Ахалцихе и Тифлисе для изучения ювелирного дела и продолжение раскопок могильников у станицы Елизаветовской. В 1912 году состоялась поездка в Батумскую область и Черноморскую губернию для этнографической работы, а в 1913 году — в Крым для изучения материальной культуры татар, караимов и цыган. В 1914 году были завершены раскопки некрополя скифского времени у станицы Елизаветовской и проведена археологическая разведка вдоль северного берега Мертвого Донца.
В 1914—1916 годах Миллер занимался работами по устройству Этнографического отдела Русского музея. В 1916 году, в связи с продолжающейся Первой мировой войной, он был призван на военную службу, но сразу же откомандирован в распоряжение музея. В 1917 году он находился в Таганроге, в конце августа этого же года возвратился в Петроград. После Октябрьской революции он, как бывший офицер, был призван в Красную армию в качестве Председателя экзаменационной комиссии по комплектованию специалистов Северо-Западного фронта. Но эта служба была короткой и в 1918 году Миллер был избран директором Русского музея в Петрограде. Последующие годы он занимался музейным делом, участвовал в археологических поездках, был в командировках за границей.
9 сентября 1933 года, по возвращении из очередной экспедиции с Северного Кавказа, А. А. Миллер был арестован и ему предъявили обвинение в ведении национал-фашистской пропаганды и использовании в этих целях возможностей научной и музейной работы. В 1934 году по решению Особого Совещания при ОГПУ Ленинграда Александр Миллер получил пять лет ссылки и был выслан в Казахстан. О смерти русского учёного-археолога точных сведений нет. По официальным данным он скончался от сердечной недостаточности в Карлаге 12 января 1935 года. Был реабилитирован Определением Военного Трибунала Ленинградского Военного округа от 28 ноября 1956 года.
В 1908—1910 годах А. А. Миллер был избран действительным членом Географического, Археологического и Доисторического Обществ Франции. Был награждён в царское время орденами Святой Анны, Святого Станислава и Святого Владимира различных степеней. Его брат — Миллер, Михаил Александрович (1883—1968) — также был археологом.

## Основные публикации
- Раскопки в Таганрогском округе // Труды XII Археологического съезда в Харькове 1902 г. — М., 1905. — Т. I. — С. 748—751.
- Разведки на Черноморском побережье Кавказа в 1907 году // Известия Императорской археологической комиссии. — Вып. 33. — СПб., 1909. — С. 71—102.
- Раскопки в районе древнего Танаиса // Известия Императорской археологической комиссии. — Вып. 35. — СПб., 1910. — С. 86—130.
- Археологические исследования в устье Дона // Труды XIV Археологического съезда в Чернигове 1909. — М., 1911. — Т. III. — С. 83—88.
- Раскопки у станицы Елисаветовской в 1911 году // Известия Императорской археологической комиссии. — Вып. 56. — СПб., 1914. — С. 220—247.
- Черкесские постройки // Материалы по этнографии России / под ред. Ф. К. Волкова. — Т. II. — СПб., 1914. — С. 57—78.
- Изображения собаки в древностях Кавказа // Известия РАИМК. — Т. II. — Петербург, 1922. — С. 287—324.
- Краткий отчет о работах Северо-Кавказской экспедиции академии в 1923 г. // Известия РАИМК. — Т. IV. — Л., 1925. — С. 1—42.
- Новый источник к изучению связи Скифии с Кавказом // Известия РАИМК. — Т. IV. — Л., 1925. — С. 97—114.
- Музейная мебель и ее оборудование. — Л.: ГРМ, 1925. — (Музейное дело. — Вып. II).
- Жертвенные предметы из осетинских дзуаров // Материалы по этнографии. — Т. III. — Вып. 1. — Л., 1926. — С. 85—94.
- Исследования на Северном Кавказе // Этнографические экспедиции 1924 и 1925 гг. — Л.: ГРМ, 1926. — С. 39—46.
- Краткий отчет о работах Северо-Кавказской экспедиции Государственной Академии истории материальной культуры в 1924 и 1925 годах // Сообщения ГАИМК. — Т. I. — Л., 1926. — С. 71—142.
- Древние формы в материальной культуре современного населения Дагестана // Материалы по этнографии. — Т. IV. — Вып. 1. — Л., 1927. — С. 15—76.
- Археологические работы Северо-Кавказской экспедиции Государственной Академии истории материальной культуры в 1926—1927 гг. // Сообщения ГАИМК. — Т. II. — Л., 1928. — С. 59—122.
- Таманская экспедиция ГАИМК // Сообщения ГАИМК. — 1931. — № 1. — С. 26—29.
- Северо-Кавказская экспедиция ГАИМК 1929 г. // Сообщения ГАИМК. — 1931. — № 3. — С. 26—30.
- К вопросу об охране памятников старины // Сообщения ГАИМК. — 1931. — № 4/5. — С. 22—51.
- Таманская экспедиция ГАИМК в 1931 г. // Сообщения ГАИМК. — 1932. — № 3/4. — С. 58—60.
- Приемы датировки археологических памятников // Сообщения ГАИМК. — 1932. — № 5/6. — С. 29—37.
- Таманская экспедиция ГАИМК в 1931 г. // Сообщения ГАИМК. — 1932. — № 7/8. — С. 67—68.
- Миллер А. А., Иессен А. А. Таманская экспедиция ГАИМК в 1931 г. // Сообщения ГАИМК. — 1932. — № 11/12. — С. 58—61.
- Археологические разведки. — Л.: Соцэкгиз, 1934. — (Известия ГАИМК. — Вып. 83).